# 皮亞季哈特基 (克羅皮夫尼茨基區)
48°52′55″N 32°38′43″E / 48.88194°N 32.64528°E
皮亞季哈特基（羅馬化：P"iatykhatky），是烏克蘭中部基洛夫格勒州克罗皮夫尼茨基区德米特里夫卡市镇内的村落。始建於1850年，面積2.09平方公里，海拔高度148米，2001年人口為4人，人口密度每平方公里1.91人。